# Cauroy
Cauroy település Franciaországban, Ardennes megyében. Lakosainak száma 187 fő (2022. január 1.). Cauroy Bignicourt, Hauviné, Machault, Mont-Saint-Remy, La Neuville-en-Tourne-à-Fuy, Saint-Étienne-à-Arnes, Saint-Pierre-à-Arnes és Ville-sur-Retourne községekkel határos.

## Népesség
A település népességének változása:
| Lakosok száma | 180  | 180  | 244  | 200  | 187  | 187  | 189  | 190  | 189  | 187  |
|               | 1968 | 1982 | 1990 | 2006 | 2013 | 2015 | 2017 | 2019 | 2020 | 2022 |